# 8711 Lukeasher
8711 Lukeasher eller 1994 LL är en asteroid i huvudbältet som upptäcktes 5 juni 1994 av den amerikanske astronomen Carl W. Hergenrother vid Catalina Station. Den är uppkallad efter upptäckarens son, Luke Asher Hergenrother.
Asteroiden har en diameter på ungefär 14 kilometer.